# 余福
余福，字万祥，福建惠安人。明朝政治人物、进士。
永乐四年（1406年），其中进士三甲第三十五名，授行人，出使交州，招降当地土司。后因弹劾权要而得罪，被诬陷。朱棣因其正直无私，亲自为其平反。后因被排挤离职。